# Đội tuyển bóng rổ quốc gia Guinea Xích Đạo
Đội tuyển bóng rổ quốc gia Guinea Xích Đạo là đội tuyển bóng rổ quốc gia đến từ Guinea Xích Đạo. Đội chưa bao giờ xuất hiện tại Giải vô địch bóng rổ thế giới hay Giải vô địch bóng rổ châu Phi.
Đội tham gia vào Vòng loại AfroBasket 2017.

## Kỉ lục thi đấu

### Thế vận hội Mùa hè
không vượt qua

### Giải vô địch Thế giới
không vượt qua

### Giải vô địch bóng rổ Châu Phi
không vượt qua

### Đai hội Thể thao Châu Phi
- 2019: là chủ nhà đăng cai